# Pierre Antoine Tardieu

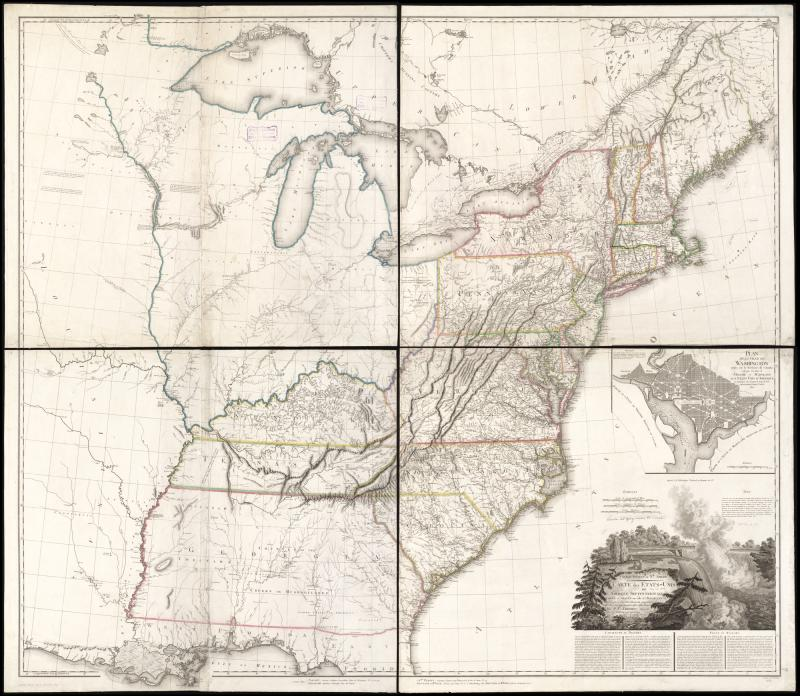
Karte der Vereinigten Staaten

Karte von Palästina

Pierre Antoine Tardieu, auch bekannt als P.F. Tardieu (* 9. März 1784 in Paris; † 17. Juli 1869 ebenda) war ein französischer Kupferstecher, Stahlstecher und Kartograf.

## Biographie
Pierre Antoine Tardieu wurde im Stammhaus seiner Familie, an der Place de Estrapade, geboren. Sein Handwerk wurde ihm von seinem Vater, Antoine François Tardieu, beigebracht. Er war der Erste seiner Familie, der seine Landkarten in Stahlstich ausführte. Durch die außerordentliche Qualität seiner Arbeiten wurde sogar Alexander von Humboldt auf ihn aufmerksam.
1818 heiratete er Eugénie-Isabelle de Bonnaire. In den Jahren 1832 bis 1834 war er in der wieder eingeführten Garde nationale als Freiwilliger an mehreren Waffenhandlungen beteiligt. In dieser Zeit wurde er dann auch Grundschulinspektor.
Er nahm auch an der Industrieausstellung im Jahre 1834 teil, bei der er für seine Arbeiten die Bronzemedaille von Louis-Philippe I. erhielt. 1837 endlich wurde er zum Ritter der Ehrenlegion ernannt. Insgesamt arbeitete er 25 Jahre in der Werkstatt seines Vaters, bis er sich selbstständig machte. Er blieb aber bis zu seinem Tod in seinem Geburtshaus wohnen. 1861 setzte er sich 77-jährig zur Ruhe.
Seine Tochter Adeline-Augustine Tardieu heiratete 1843 den Musikalienhändler und Musikverleger Alexandre Brullé (1814–1891).

## Veröffentlichte Werke (Auszug)
- Karte Louisiana and Mexico
- Stiche für einen Globus
- Stadtplan von Paris in 12 Arrondissements und 48 Quartieren
- Militärkarte des alten Italien
- Stadtplan von Nantes
- Karten zu den Büchern von Walter Scott und James Fenimore Cooper
- Karten von Preussen, Spanien, Norwegen, Polen und Syrien
- Karten des Dictionnaire géographique